# Lex Scott Davis
Pour les articles homonymes, voir Scott et Davis.
Lex Scott Davis, née le 21 février 1991 à Baltimore dans le Maryland, est une actrice afro-américaine.
Elle se fait connaître en interprétant la chanteuse Toni Braxton dans le téléfilm biographique de Vondie Curtis-Hall, Destin brisé : Toni Braxton, une chanteuse sacrifiée (2016). Après avoir joué dans la série Training Day (2017), elle perce au cinéma et joue notamment dans Superfly (2018) et American Nightmare 4 : Les Origines (2018).

## Biographie

### Enfance et formation
Elle démontre un intérêt pour le milieu du divertissement dès son plus jeune âge. Elle pratique la danse et la comédie à l'âge de 3 ans.
Elle fait ses études à l'Université Drexel et obtient un majeur en physiothérapie avant de déménager à New York, en 2013.
Elle poursuit sa formation à la New York Film Academy et s'installe ensuite à Los Angeles afin d'entamer sa carrière dans le milieu du cinéma et de la télévision.
 Sauf indication contraire, les informations mentionnées dans cette section peuvent être confirmées par la base de données cinématographiques IMDb,  présente dans la section « Liens externes ».

### Carrière
En 2016, après avoir participé à quelques courts métrages et fait de la figuration dans la sitcom The Exes, elle obtient son premier grand rôle, avec le téléfilm du réseau Lifetime, Destin brisé : Toni Braxton, une chanteuse sacrifiée réalisé par Vondie Curtis-Hall, dans lequel elle interprète le rôle titre. Ce biopic raconte la vie de la chanteuse américaine Toni Braxton, entre succès, mésaventures et problèmes de sante. Lors de sa première diffusion, cette production rencontre le succès aux États-Unis, avec plus de 3,6 millions de téléspectateurs.
Ce succès lui permet d'obtenir l'un des premiers rôles de la série Training Day du réseau CBS. Diffusée en 2017, ce programme se présente comme une suite ré imaginée du film homonyme d'Antoine Fuqua sorti en 2001. Cependant, la série est rapidement arrêtée, faute d'audiences.
En 2018, elle fait ses débuts sur grand écran. Elle joue dans le film d'action de Director X, Superfly, un remake du film de blaxploitation Super Fly de Gordon Parks Jr. sorti en 1972. Puis, elle est à l'affiche d'American Nightmare 4 : Les Origines, un thriller dystopique réalisé par Gerard McMurray. C'est le quatrième volet de la série de films American Nightmare / La Purge, entamée en 2013 avec le film du même titre, également écrit par James DeMonaco. Il s'agit d'un préquel, il se déroule donc chronologiquement avant les trois films et la série télévisée de la franchise. Comme ses prédécesseurs le film reçoit un accueil critique assez mitigé, mais reste un succès au box-office. Avec 136 millions de dollars de recettes mondiales c'est le film de la série ayant rapporté le plus de bénéfices. C'est également le premier à dépasser le seuil du million d'entrées en France.
La même année, elle est choisie pour tenir l'un des premiers rôles d'une série fantastique développée par le grand réseau ABC, For Love, mais le projet ne dépasse finalement pas le stade de pilote,. Puis, il est annoncé qu'elle rejoint la distribution principale d'une série comique de la plateforme Hulu, Dollface aux côtés de Brenda Song et Kat Dennings, produite par Margot Robbie. Mais le rôle est finalement attribué à l'actrice Shay Mitchell.

### Vie privée
Depuis juillet 2019, elle est en couple avec l'acteur Mo McRae.

## Filmographie

### Cinéma

#### Longs métrages
- 2018 : SuperFly de Director X : Georgia
- 2018 : American Nightmare 4 : Les Origines (The First Purge) de Gerard McMurray : Nya
- 2019 : Son of the South de Barry Alexander Brown : Joanne
- 2019 : Foster Boy (en) de Youssef Delara : Keisha James
- 2020 : Un fils du sud
- 2021 : Sweet Girl de Brian Andrew Mendoza
- 2024 : Ricky Stanicky de Peter Farrelly : Erin

#### Courts métrages
- 2014 : Two Strangers de Sonia Bajaj
- 2014 : ColorBlind de Caroline Stucky : Lili (également scénariste)
- 2016 : The Reunion de Carmen Elly Wilkerson : Sasha

### Télévision

#### Séries télévisées
- 2015 : The Exes : la serveuse (1 épisode)
- 2017 : Training Day : Alyse Craig (saison1, 8 épisodes)
- 2017 : Tales : Angie (1 épisode)
- 2019 : For Love de John Dahl : Castille (pilote pour ABC)
- 2019 : The L Word: Generation Q : Quiara
- 2021 : Rebel : Cassidy
- 2023 : Florida Man de Donald Todd: Iris, inspectrice (saison 1, 7 épisodes)

#### Téléfilm
- 2016 : Destin brisé : Toni Braxton, une chanteuse sacrifiée (Toni Braxton: Unbreak My Heart) de Vondie Curtis-Hall : Toni Braxton